# Danilo Šerbedžija
Danilo Šerbedžija (Zagreb, 1971.) je hrvatski filmski redatelj.
Otac mu je glumac Rade Šerbedžija, a sestra glumica Lucija Šerbedžija.

## Filmografija
- "72 dana" (2010.)
- "Osloboduvanje na Skopje" (2016.)
- "Tereza37" (2020.)
- "Dražen" (2024.)

## Nagrade
- 67. Pulski filmski festival : Velika zlatna arena za najbolji film i Zlatna arena za režiju za film "Tereza37"[1]
- Godišnja Nagrada Vladimir Nazor za film "Tereza37"

## Vanjske poveznice
- Danilo Šerbedžija u internetskoj bazi filmova IMDb-u (engl.)